# Даниела Ромо
Даниела Ромо (на испански: Daniela Romo) е мексиканска актриса, певица и телевизионна водеща.

## Биография
Даниела Ромо е родена в град Мексико. Неин идол в детските години е Росио Дурсал, която я насърчава, да се отдаде на актьорската професия. Даниела започва кариерата си като певица в групата Los hermanos Zavala. Успоредно с музикалната започва и актьорската си професия. На 17-годишна възраст прави своя дебют във филма La casa del pelícano.
Първата роля в теленовела получава през 1978 г. в продукцията Изгаряща тайна на Ернесто Алонсо. След този сериал започват изявите ѝ на телевизионна водеща. Запознава се с младия продуцент Кука Ферара, който признава музикалния талант на Даниела, и тя записва първия си албум También yo.
През следващите години, Даниела се запознава с различни музикални продуценти от Испания и Италия и записва няколко албума, чрез които се увеличават почитателите ѝ.
През 1995 г. Даниела Ромо се завръща на малкия екран с теленовелата * Ако Бог ми отнеме живота, в която си партнира с актьора Сесар Евора.
Даниела Ромо не се е омъжвала и няма деца.

## Телевизия

### Теленовели
- Горчива любов (2024 – 2025) – Леонор Сан Хосе
- Да преодолееш мъката (2020) – Барбара де Фалкон
- Да преодолееш страха (2020) – Барбара
- В диви земи (2017) – Ампаро Ривейес де Отеро
- Хотелът на тайните (2016) – Анхела Гомес вдовица де Салинас
- Моето сърце е твое (2014) – себе си
- Бурята (2013) – Мерседес Артигас
- Каква красива любов (2013) – себе си
- Триумф на любовта (2010) – Бернарда Монтехо вдовица де Итурбиде
- Капризи на съдбата (2009) – Виктория Валверде вдовица де Ломбардо
- Любов без грим (2007) – Фернанда
- Пробуждане (2005 – 2006) – Хуана Ареяно
- Пътища на любовта (2002 – 2003) – Летси
- Изворът (2001 – 2002) – Маргарита
- Ако Бог ми отнеме живота (1995) – Мария
- Балада за една любов (1989) – Брианда
- El Camino Secreto (1986 – 1987) – Габриела
- Остави ме да живея – Естрея
- No Temas al Amor – Алехандра
- El Enemigo (1979) – Исабел
- Изгаряща тайна (1978) – Мариана Сиснерос

### Програми
- Lo que más quieres (2013) (гост)
- A Millón (2000) (Univision)
- Premios Lo Nuestro (1997) (гост) (Univision)
- Hoy con Daniela (1995) (Телевиса)
- Premios Lo Nuestro (1995) (Univision)
- Premios Lo Nuestro (1992) (гост с Антонио Воданович) (Univision)
- Premios Lo Nuestro (1991) (гост с Антонио Воданович) (Univision)
- Noche a noche (1980) (Телевиса)

### Специални
- Teletón → 1997, 1998, 1999, 2001, 2002, 2004, 2005, 2006, 2007, 2008, 2011, 2012, 2013 и 2014

### Сериали
- Mujeres Asesinas (2008) – Кристина Ребелде

### Фестивали
- Yamaha Music Festival (1985)
- Viña del Mar International Song Festival (1984)

## Дискография

### Студийни албуми/Албуми на живо
- La voz del corazón (2015)
- Para soñar (2012)
- Sueños de Cabaret (2008)
- Es la Nostalgia (2005)
- Ave Fénix (2001)
- Me Vuelves Loca (1999)
- En Vivo Desde el Teatro Alameda (1998)
- Un nuevo amor (1996)
- La Cita (1994)
- De Mil Colores (1992)
- Amada más que nunca (1991)
- Quiero Amanecer con Alguien (1989)
- Gitana (1987)
- Mujer de todos, Mujer de nadie (1986)
- Dueña de mi Corazón (1985)
- Amor Prohibido (1984)
- Daniela Romo (1983)
- También Yo]] (1979)

## Награди и номинации

### Награди TVyNovelas (Мексико)
| Година | Категория                                | Теленовела                               | Резултат   |
| ------ | ---------------------------------------- | ---------------------------------------- | ---------- |
| 2018   | Най-добра първа актриса                  | В диви земи                              | В очакване |
| 2017   | Най-добра първа актриса                  | Хотелът на тайните                       | Номинирана |
| 2014   | Най-добра първа актриса                  | Бурята                                   | Номинирана |
| 2012   | Най-добра актриса в отрицателна роля     | Триумф на любовта                        | Печели     |
| 2010   | Най-добра първа актриса                  | Капризи на съдбата                       | Печели     |
| 2006   | Най-добра актриса в отрицателна роля     | Пробуждане                               | Печели     |
| 2006   | Специална награда за цялостно творчество | Специална награда за цялостно творчество | Печели     |
| 2004   | Специална награда за цялостно творчество | Специална награда за цялостно творчество | Печели     |
| 2002   | Най-добра първа актриса                  | Изворът                                  | Печели     |
| 1987   | Най-добра актриса в положителна роля     | Балада за една любов                     | Номинирана |
| 1987   | Най-добра актриса в положителна роля     | El camino secreto                        | Номинирана |
| 1984   | Най-добра певица                         | Даниела Ромо                             | Печели     |

### Награди TVyNovelasКолумбия
| Година | Категория                      | Резултат |
| ------ | ------------------------------ | -------- |
| 2004   | Най-добра международна актриса | Печели   |

### Награди Bravo
| Година | Категория                            | Теленовела | Резултат |
| ------ | ------------------------------------ | ---------- | -------- |
| 2006   | Най-добра актриса в отрицателна роля | Пробуждане | Печели   |
| 2002   | Най-добра актриса в отрицателна роля | Изворът    | Печели   |

### Награди INTE
| Година | Категория                      | Номинация | Резултат |
| ------ | ------------------------------ | --------- | -------- |
| 2003   | Актриса във второстепенна роля | Изворът   | Печели   |

### Награди SACM
| Година | Категория                            | Резултат |
| ------ | ------------------------------------ | -------- |
| 2014   | Над 25 години работа като композитор | Печели   |

### Награди Златна палма
| Година | Категория                            | Теленовела | Резултат |
| ------ | ------------------------------------ | ---------- | -------- |
| 2005   | Най-добра актриса в отрицателна роля | Пробуждане | Печели   |